# Björn Dahlem
Pour les articles homonymes, voir Dahlem.
Björn Dahlem (né en 1974 à Munich) est un artiste contemporain allemand.

## Biographie
Dahlem étudie de 1994 à 2000 à l'académie des beaux-arts de Düsseldorf auprès de Hubert Kiecol. Björn Dahlem devient connu dans les années 2000 « pour ses représentations de l'espace interstellaire, des galaxies, des super amas ou des trous noirs. » Il conçoit des installations expansives. Pour son travail, il utilise des matériaux de consommation courante tels que le bois, les néons, le polystyrène expansé et d'autres matières premières. À partir d'objets trouvés et de consommation, il développe des sculptures liées aux théories et modèles de la cosmologie, de l'astronomie, de la physique des particules et de la mécanique quantique. De plus en plus, le microcosme est également au centre d'intérêt de Björn Dahlem. Il montre ses œuvres plus petites dans des vitrines qui rappellent des reliquaires.
Entre 2005 et 2011, Björn Dahlem est professeur invité à l'université des arts de Berlin, à l'académie des beaux-arts de Nuremberg, à l'académie des beaux-arts de Karlsruhe et à la Haute École d'arts plastiques de Brunswick. De 2012 à 2017, il est professeur de sculpture de l'école de Brunswick. Il est ensuite professeur de l'université Bauhaus de Weimar.

## Source de la traduction
- (de) Cet article est partiellement ou en totalité issu de l’article de Wikipédia en allemand intitulé « Björn Dahlem » (voir la liste des auteurs).